# Porites panamensis
Porites panamensis là một loài san hô trong họ Poritidae. Loài này được Verril mô tả khoa học năm 1866.